# Lipica, Žrelec
Lipica (nemško Lipizach) je naselje v Občini Žrelec v Okraju Celovec-dežela na Koroškem v Avstriji.